# Lamborghini Egoista
Der Lamborghini Egoista ist ein einsitziger Supersportwagen, der auf der Feier zum 50-jährigen Jubiläum von Automobili Lamborghini vorgestellt wurde. Er wurde von Walter Maria de Silva entworfen und nur als unverkäufliches Einzelstück auf Basis des Lamborghini Gallardo produziert. Der 5,2-Liter-V10-Mittelmotor leistet rund 447 kW (608 PS). Das Design zitiert diverse Merkmale von Kampfflugzeugen, darunter den Einstieg des Fahrers über eine aufklappbare Glaskuppel, Fenster, die aus orange eingefärbten Antireflex-Scheiben bestehen, Karosserie und Felgen, die in mattgrauer radarabsorbierender Tarnfarbe bzw. oranger Kontrastfarbe gestrichen sind, und ein entsprechendes Head-up-Display. Höchstgeschwindigkeit und Beschleunigung sind unbekannt.

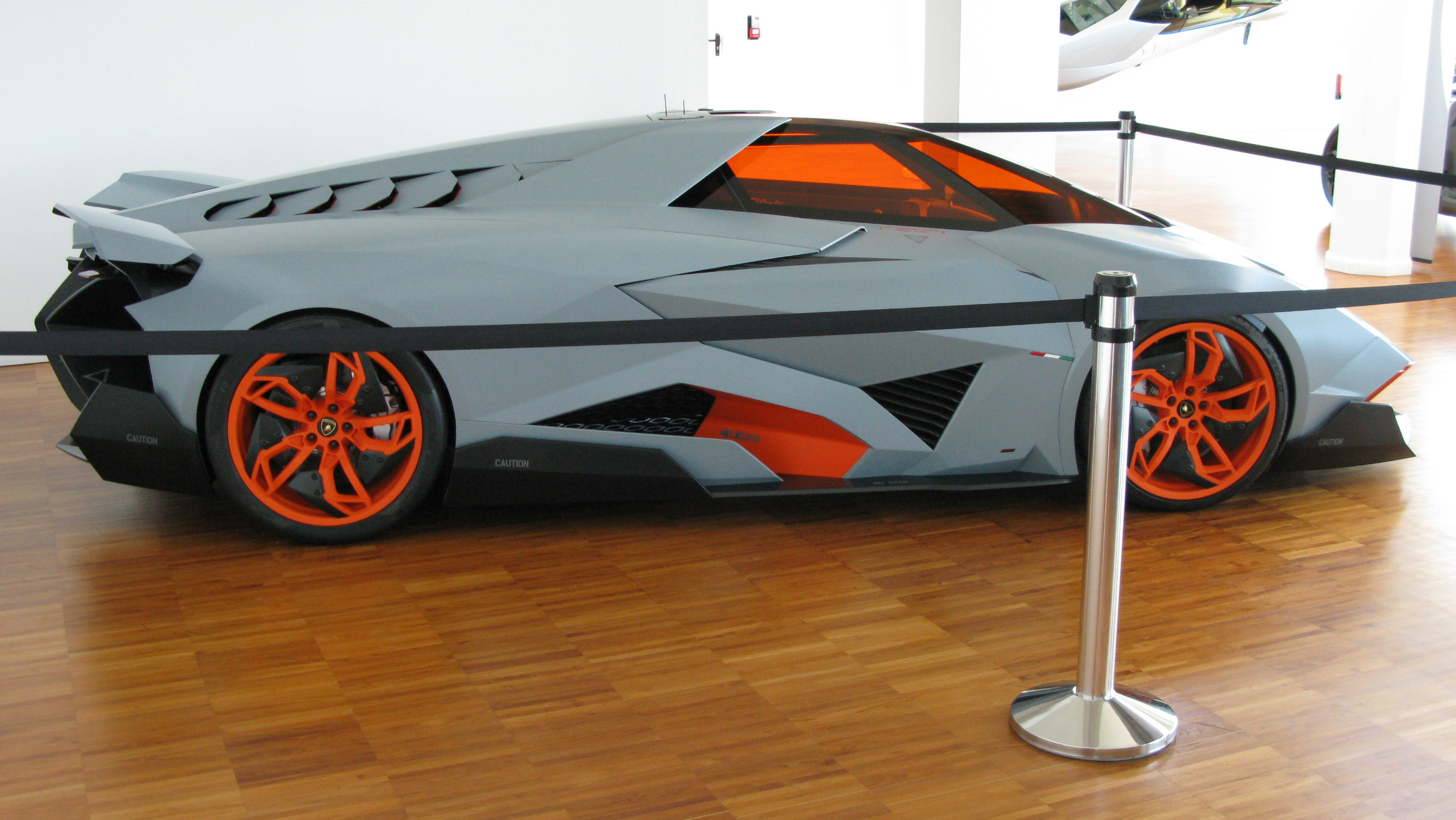
Seitenansicht